# 穴井隆将
穴井 隆将（あない たかまさ、1984年8月5日 - ）は、日本の柔道家。大分県大分市出身。得意技は内股、大外刈。血液型はA型。妹の穴井さやかも柔道家で、2008年の世界団体柔道には共に出場している。

## 経歴
5歳の時に地元の秀鋭館道場で柔道を始めた。山中圏一（1965年リオデジャネイロ世界柔道選手権準優勝）の指導で、全国中学校柔道大会個人戦78kg級で優勝し、奈良県の天理高等学校へ進学。高校1年の頃から団体戦のレギュラーとしてエース級の活躍をし、高校2年の時にインターハイ個人戦100kg級で優勝した。天理高等学校卒業後は天理大学へ進学し、数々の学生タイトルや国内タイトルを獲得した。現在は天理大学職員を務める。
階級が100kg級であったため、井上康生、鈴木桂治の壁が厚くなかなか破ることが出来なかった。そのため、長い間世界柔道選手権やオリンピックの代表になれなかった。2009年2月にフランス国際柔道大会、ドイツ国際柔道大会を制した後、4月7日の全日本選抜柔道体重別選手権大会100kg級で優勝し、初の世界柔道選手権大会の代表の座を勝ち取った。4月29日の全日本選手権では準々決勝で鈴木に一本勝ちし、決勝では警視庁の棟田康幸を判定で破り初優勝を果たした。初出場となった世界選手権では金メダル確実と言われながらも、準決勝で格下選手に不覚をとり銅メダルに終わった。
2010年9月に東京で開催された世界選手権では1,2回戦を一本勝ち、3回戦を指導3で勝利すると、準々決勝では終盤に大外刈で一本勝ちを収めた。続く準決勝ではキューバの強豪オレイディス・デスパイネに裏投げで有効を奪われるも、反撃して指導2を取り返してポイントで並び、GSに突入後に内股で一本勝ちした。決勝ではオランダのヘンク・フロルを攻め込んで指導2を奪い優勢勝ちし、優勝を果たして世界チャンピオンとなった。
12月にはグランドスラム・東京でも優勝を飾った。
2011年8月にパリで開催された世界選手権では2連覇を目指したものの、3回戦で一本負けしてメダルを獲得できずに終わった。
2012年5月の体重別ではオール一本勝ちで優勝を果たしてロンドンオリンピック代表に選出された。8月2日のロンドンオリンピック柔道競技6日目の男子100kg級に出場。日本のエースとして金メダルが期待されたが、初戦で地元イギリスのジェームズ・オースティンに指導3で勝利したものの、2回戦で格下であるチェコのルカシュ・クルパレクに横四方固で一本負けしてあっけなく敗退した。
11月には強化選手の辞退届を全柔連に提出して第一線から退くことになった。ただ、全日本選手権の予選には出場の可能性があるという。
2013年4月からは天理大学柔道部の副監督に就任するとともに奈良教育大学大学院にも進学。
現役最後の試合となった全日本選手権では準々決勝で旭化成の百瀬優を指導3で下すと、準決勝では前年準優勝のJRAの石井竜太を開始僅か14秒の体落で一本勝ちし、決勝でも新鋭である日本大学3年の原沢久喜を指導2で破って、今大会4年ぶり2度目の優勝を飾った。
2013年8月には、選手の意見を組織運営に反映させる目的で全柔連が新設したアスリート委員会の委員に選出された。
2014年4月1日付で天理大学柔道部の監督に就任し、同年9月には東京オリンピック・パラリンピック競技大会組織委員会が設置したアスリート委員会の委員に選定された。
そののち、柔道大会のテレビ中継では実況や解説者を務めることも多くなっている。
2024年2月には11年ぶりの公式戦となるシニア体重別に出場するも、2回戦で敗れた。試合後に現役復帰は今回限りだと語った。

## 世界ランキング
- 世界ランキングの年度別変遷

|      | 2009年 | 2010年 | 2011年 | 2012年 | 2013年 |
| ---- | ------ | ------ | ------ | ------ | ------ |
| 順位 | 1      | 1      | 1      | 18     | 75     |

（出典、JudoInside.com）

## 戦績
- 1999年 - 全国中学校柔道大会 優勝
- 2001年 - 全国高校選手権 3位
- 2001年 - インターハイ 優勝
- 2001年 - ドイツジュニア国際 優勝
- 2002年 - 全国高校選手権 3位
- 2002年 - ロシアジュニア国際 3位
- 2002年 - 世界ジュニア 優勝
- 2002年 - 青島国際 3位
- 2003年 - ベルギー国際 3位
- 2003年 - 学生体重別 3位
- 2003年 - 講道館杯 優勝
- 2004年 - 体重別 3位
- 2004年 - 学生体重別 優勝
- 2004年 - 講道館杯 2位
- 2004年 - 世界学生 個人戦 2位 団体戦 3位
- 2005年 - 体重別 優勝
- 2005年 - アジア選手権 3位
- 2005年 - 学生体重別 優勝
- 2005年 - 講道館杯 3位
- 2005年 - 韓国国際 3位
- 2006年 - 嘉納杯 優勝
- 2006年 - グルジア国際 優勝
- 2006年 - フランス国際 3位
- 2006年 - 体重別 2位
- 2006年 - 学生体重別 妹のさやかと兄妹優勝
- 2006年 - 講道館杯 優勝
- 2006年 - 世界学生 個人戦 優勝 団体戦 2位
- 2007年 - グルジア国際 2位
- 2007年 - 体重別 2位
- 2007年 - アジア選手権 優勝
- 2007年 - ユニバーシアード 個人戦、団体戦ともに妹のさやかと兄妹優勝
- 2008年 - フランス国際 3位
- 2008年 - 体重別 2位
- 2008年 - スペイン国際 3位
- 2008年 - 講道館杯 妹のさやかと兄妹優勝
- 2008年 - 嘉納杯 優勝
- 2009年 - フランス国際 優勝
- 2009年 - グランプリ・ハンブルク 優勝
- 2009年 - 体重別 優勝
- 2009年 - 全日本選手権 優勝
- 2009年 - 世界選手権 3位
- 2009年 - グランドスラム・東京 2位
- 2010年 - ワールドマスターズ 優勝
- 2010年 - グランプリ・デュッセルドルフ 優勝
- 2010年 - 体重別 優勝
- 2010年 - 全日本選手権 3位
- 2010年 - グランドスラム・リオ 2位
- 2010年 - グランドスラム・モスクワ 3位
- 2010年 - 世界選手権 優勝
- 2010年 - 世界団体 優勝
- 2010年 - アジア大会 2位
- 2010年 - グランドスラム・東京 優勝
- 2011年 - 体重別 優勝
- 2011年 - 全日本選手権 2位
- 2011年 - グランドスラム・リオ 優勝
- 2011年 - グランドスラム・東京 3位
- 2012年 - ワールドマスターズ 3位
- 2012年 - 体重別 優勝
- 2013年 - 全日本選手権 優勝

（出典、JudoInside.com）

## 有力選手との対戦成績
| 国籍             | 選手名                   | 内容   |
| ---------------- | ------------------------ | ------ |
| オランダの旗     | ヘンク・フロル           | 2勝    |
| カザフスタンの旗 | マクシム・ラコフ         | 2勝1敗 |
| モンゴルの旗     | ナイダン・ツブシンバヤル | 2勝    |
| 大韓民国の旗     | 黄禧太                   | 1勝3敗 |
| イスラエルの旗   | アリエル・ゼエビ         | 4勝    |
| チェコの旗       | ルカシュ・クルパレク     | 3勝1敗 |

（参考資料：ベースボールマガジン社発行の近代柔道バックナンバー、JudoInside.comなど）